# Leptozestis
Leptozestis är ett släkte av fjärilar. Leptozestis ingår i familjen fransmalar.

## Bildgalleri

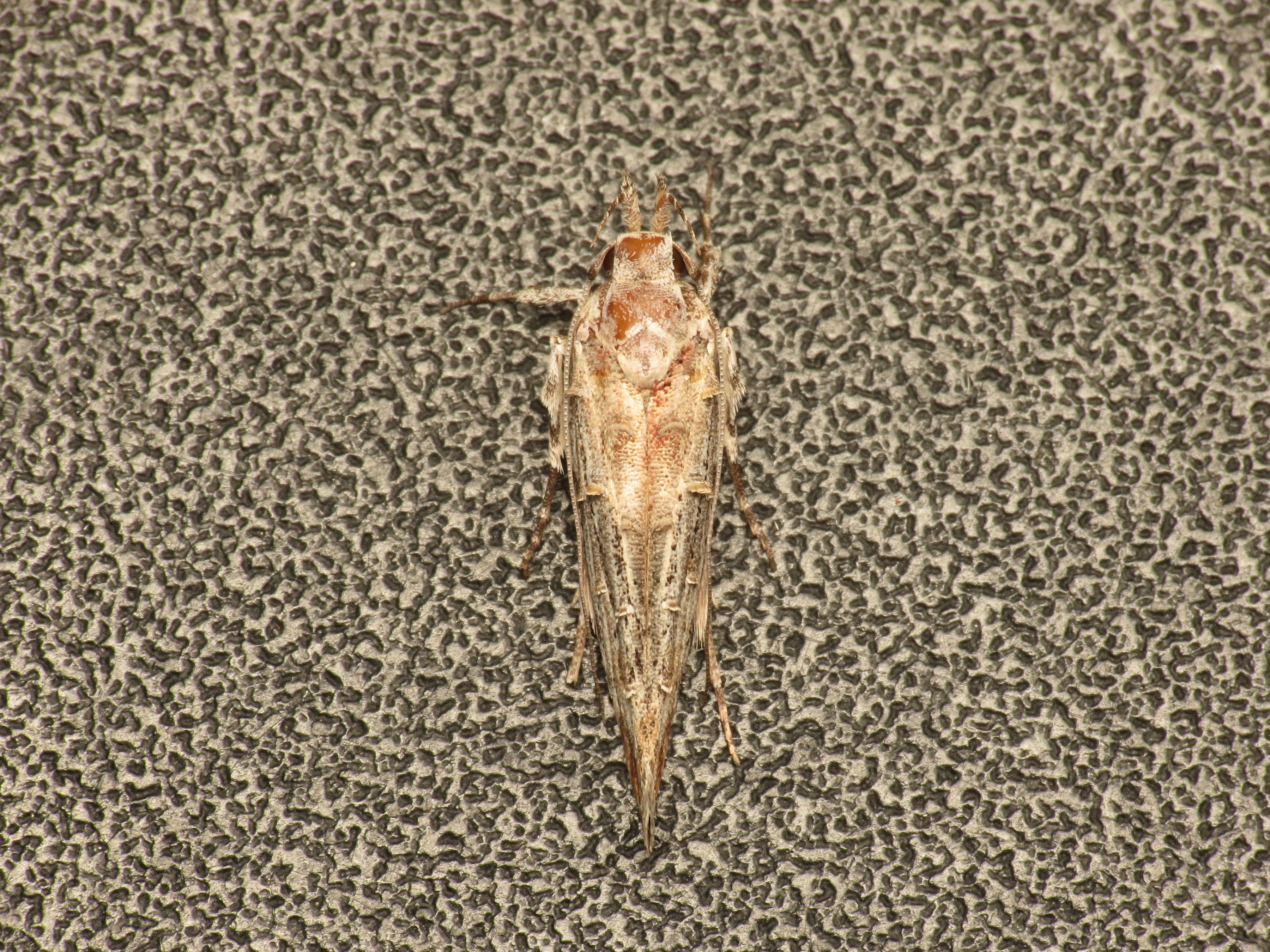
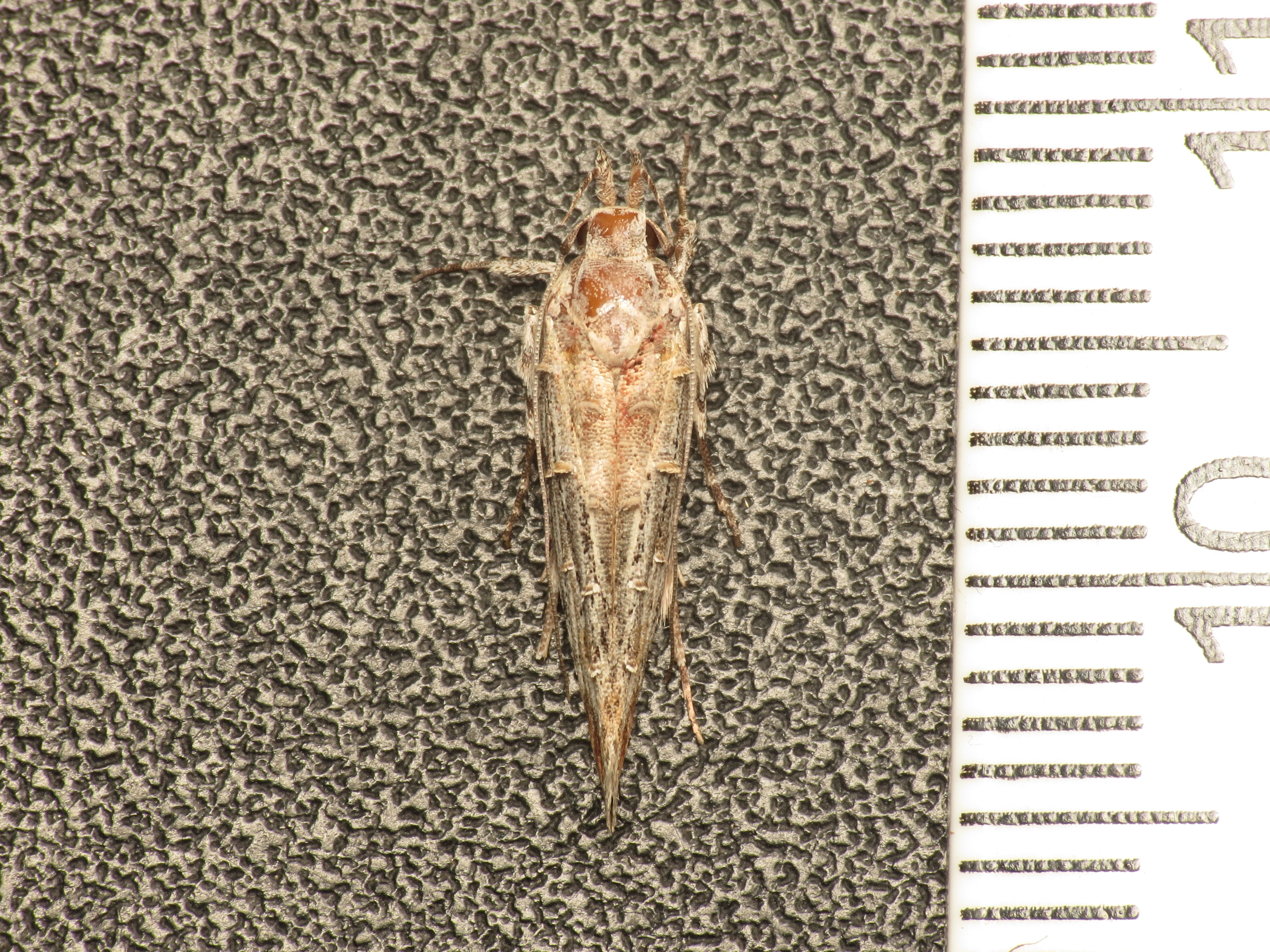
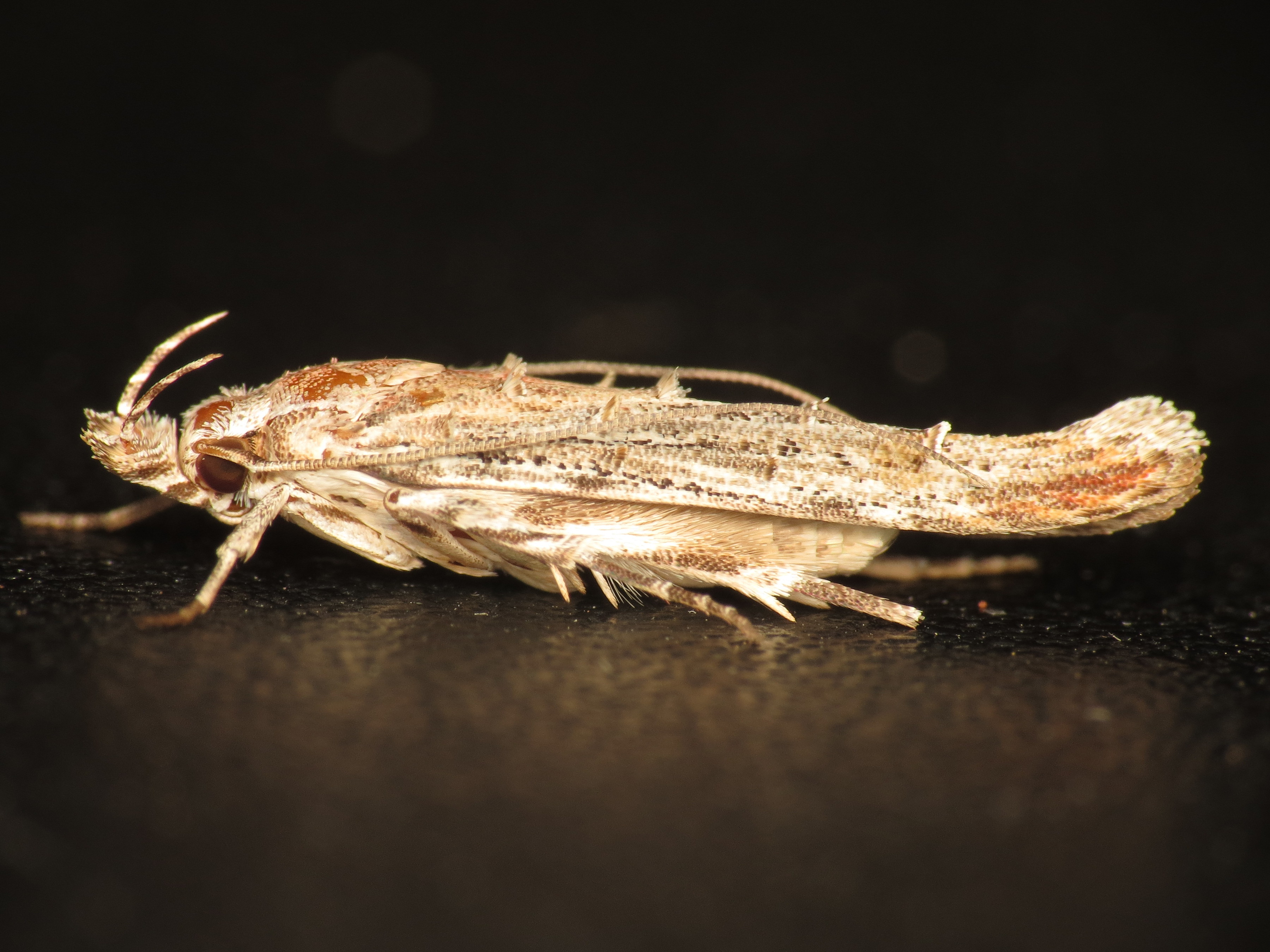

## Dottertaxa tillLeptozestis, i alfabetisk ordning[1]
- Leptozestis acrocyrta
- Leptozestis acromianta
- Leptozestis anagrapta
- Leptozestis antithetis
- Leptozestis argoscia
- Leptozestis autochroa
- Leptozestis capnopora
- Leptozestis cataspoda
- Leptozestis charmosyna
- Leptozestis chionomera
- Leptozestis crassipalpis
- Leptozestis crebra
- Leptozestis cyclonia
- Leptozestis decalopha
- Leptozestis ecstatica
- Leptozestis epiphrixa
- Leptozestis epochaea
- Leptozestis eximia
- Leptozestis fumea
- Leptozestis gnophodes
- Leptozestis harmosta
- Leptozestis hestiopa
- Leptozestis macrostola
- Leptozestis melamydra
- Leptozestis melanopa
- Leptozestis ochlopa
- Leptozestis oxyptera
- Leptozestis parasica
- Leptozestis perinephes
- Leptozestis phylactis
- Leptozestis polychroa
- Leptozestis psarotricha
- Leptozestis psoralea
- Leptozestis pygaea
- Leptozestis sedula
- Leptozestis selenura
- Leptozestis spodoptera
- Leptozestis strophicodes
- Leptozestis tephras
- Leptozestis tephronota
- Leptozestis toreutica
- Leptozestis tropaea
- Leptozestis valida
- Leptozestis xenonympha